# Jessica Steffens
Jessica Steffens (San Francisco, 7 aprile 1987) è una pallanuotista statunitense, vincitrice di una medaglia d'argento ai giochi olimpici di Pechino 2008.